# Pieremachochel
Pieremachochel, ook wel gespeld als pieremegoggel e.d., is een schertsende aanduiding voor een log of wonderlijk persoon of voorwerp. Het wordt ook gebruikt als benaming voor een logge, lompe vrouw.
Het woord geniet enige bekendheid als aanduiding voor een klein of zelfgemaakt (huur)bootje. Wedstrijdroeiers, die in snelle, lichte boten varen, gebruiken dit woord minachtend voor de logge roeiboten die door recreanten en vissers worden gebruikt. Een pieremachochel kan ook een bootje zijn dat in een slechte toestand verkeert of om andere redenen niet goed kan varen, of een geïmproviseerd vlot. In onder andere Purmerend, Surhuisterveen en Amsterdam (tijdens het vijfjaarlijkse zeilevenement Sail) worden er als ludiek evenement races gehouden met in elkaar geknutselde bootjes.
Volgens F.A. Stoett, in zijn boek Nederlandse spreekwoorden, spreekwijzen, uitdrukkingen en gezegden uit (1901), is een andere zegswijze voor iemand of iets in de gaten of in het vizier hebben, in de piere-megoggel hebben.

## Etymologie
Het eerste lid gaat terug op pieren (‘spelen’), het tweede lid zou een verbastering zijn van het Spaanse woord muchacha, dat meisje betekent. Mogol, dat in Leiden gebruikt wordt, betekent dikke vrouw en zou van dezelfde stam afkomstig zijn. Megoggel of machogel wordt in het Brabants dialect wel gebruikt voor dikke vrouw. Sommigen verwijzen voor de etymologie van het woord Machogel naar Magog, het rijk van koning Gog, waar in de Bijbelboeken Ezechiël en Openbaring melding van gemaakt wordt.
Het woord wordt tot het Bargoens gerekend.

## Pieremegoggel-wedstrijd (1975)
Ter gelegenheid van het 700-jarig bestaan van de stad Amsterdam werd er in Amsterdam-Noord de Pieremegoggel-wedstrijd gehouden. Amsterdammers moesten dan met een zelf gemaakt bootje het water op. Deze Pieremagoggel-wedstrijd is sindsdien een vast onderdeel tijdens Sail Amsterdam dat om de vijf jaar wordt gehouden.

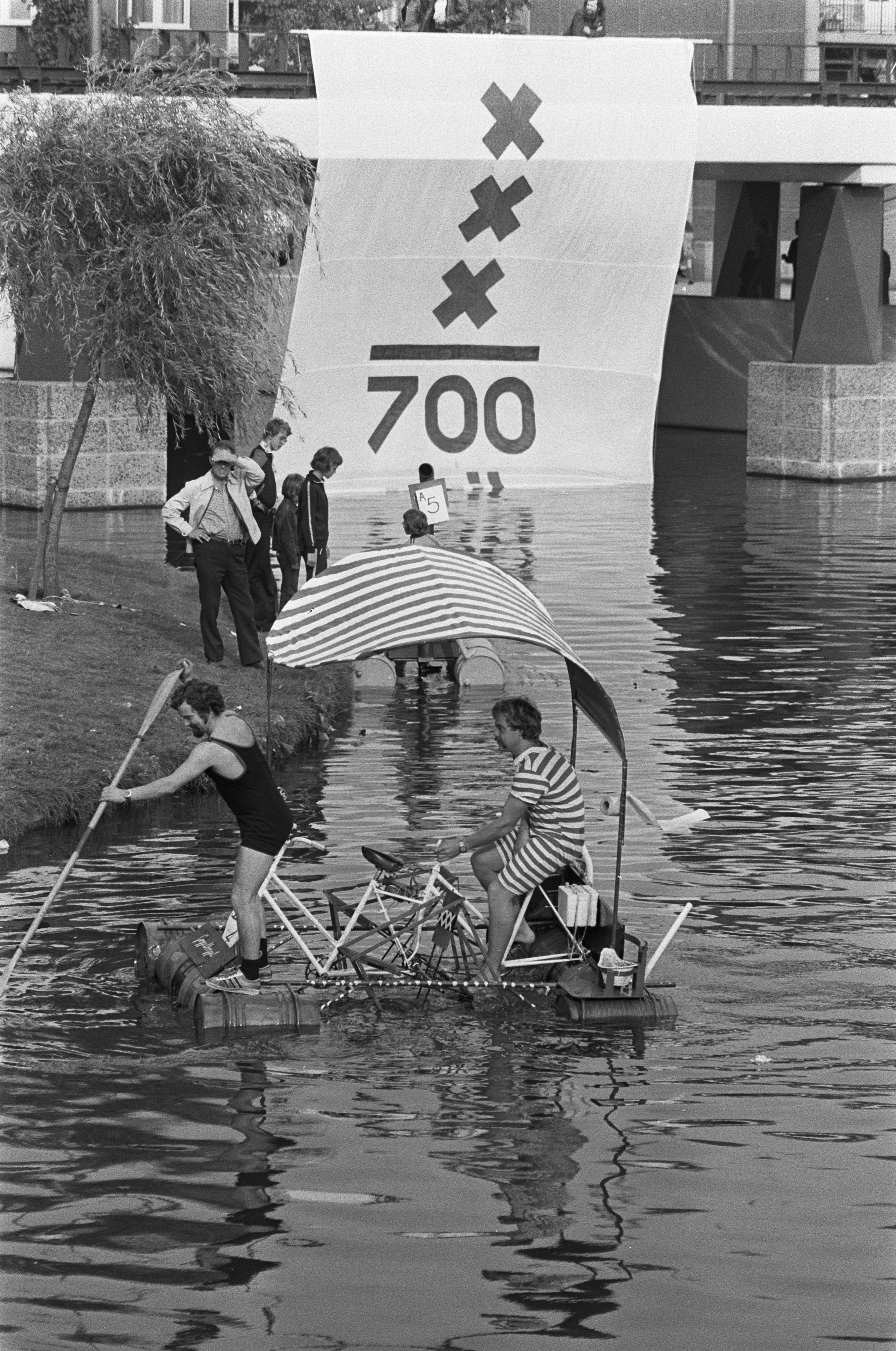
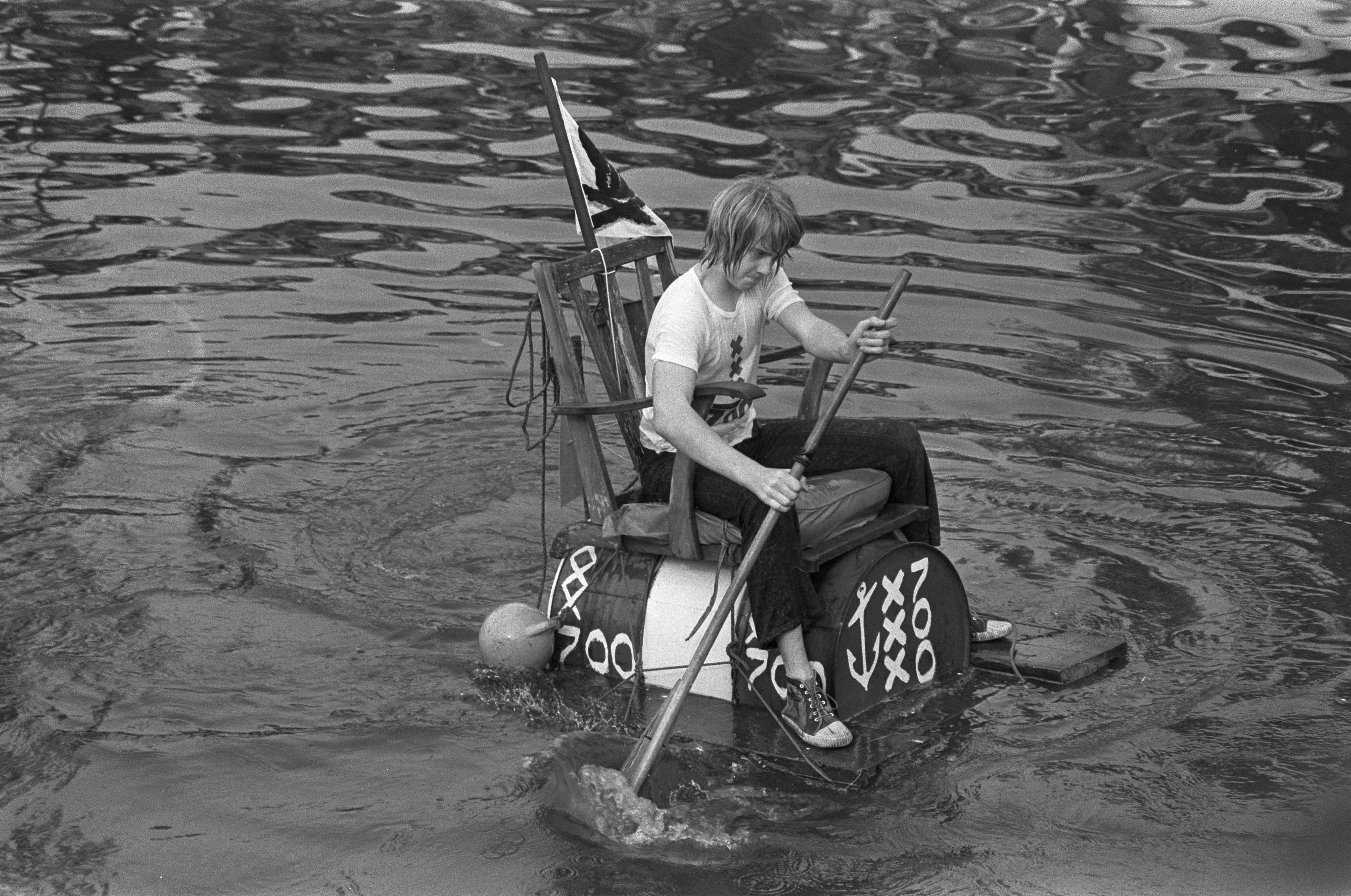
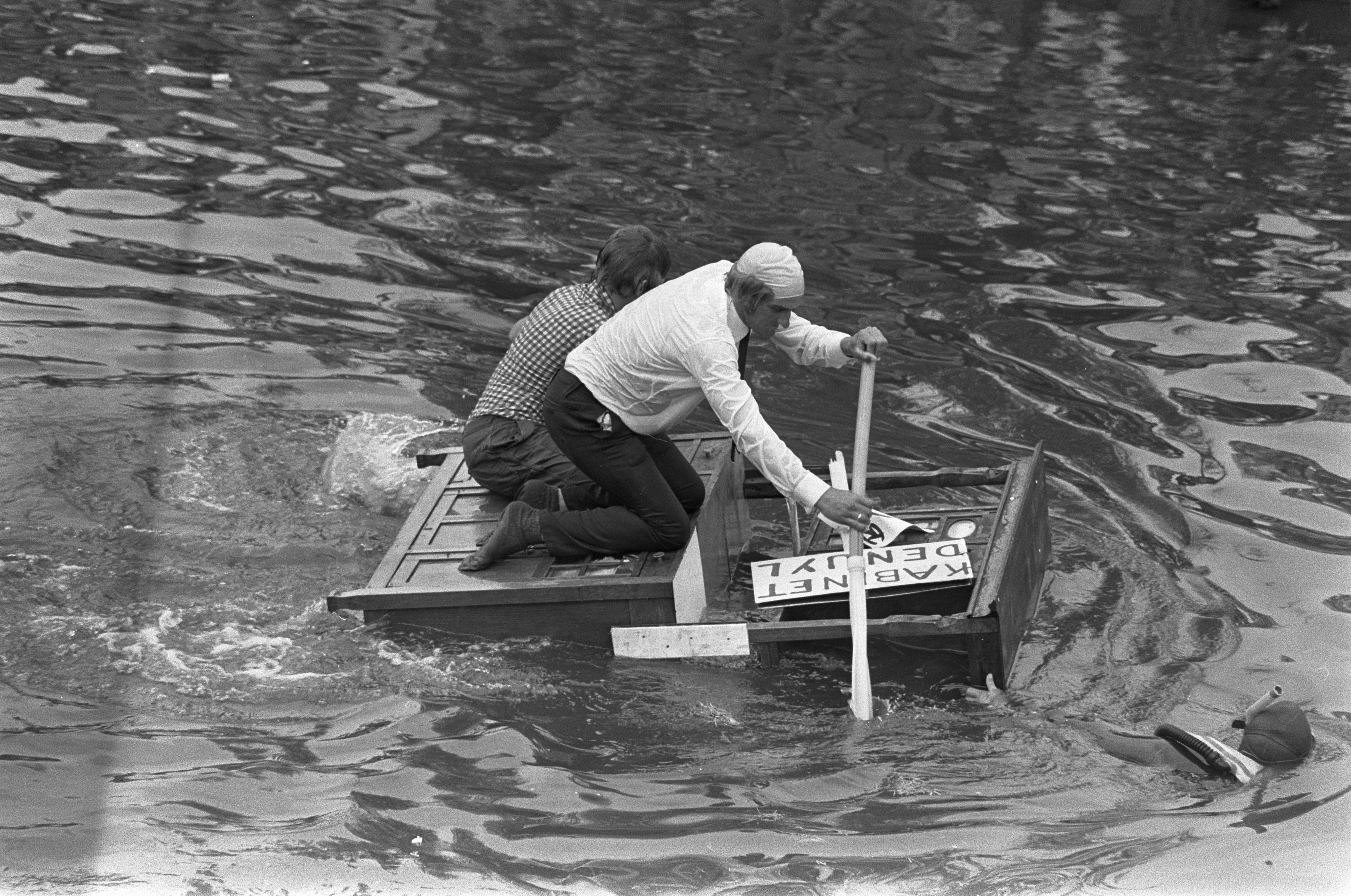
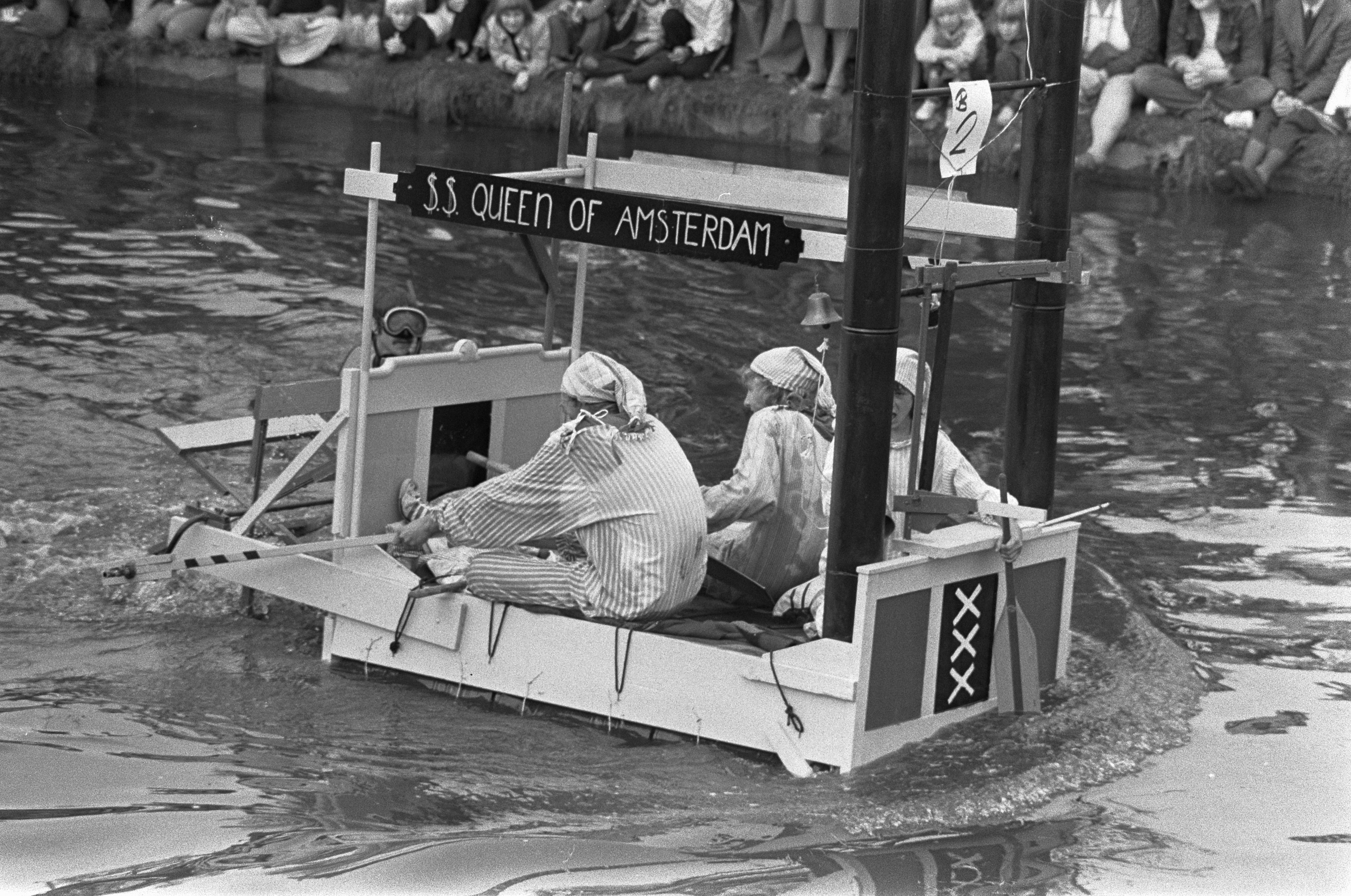
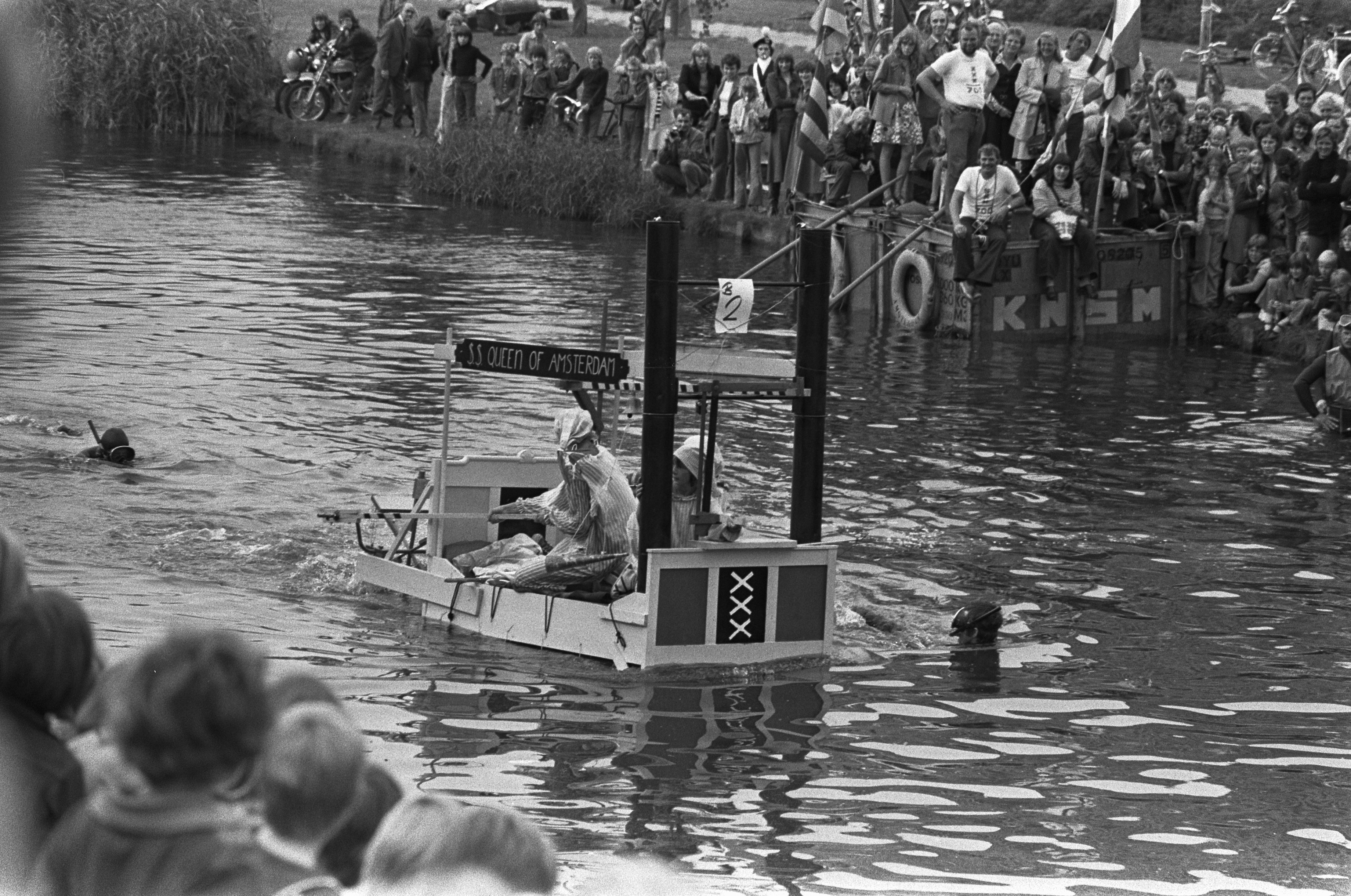

## Afbeeldingen

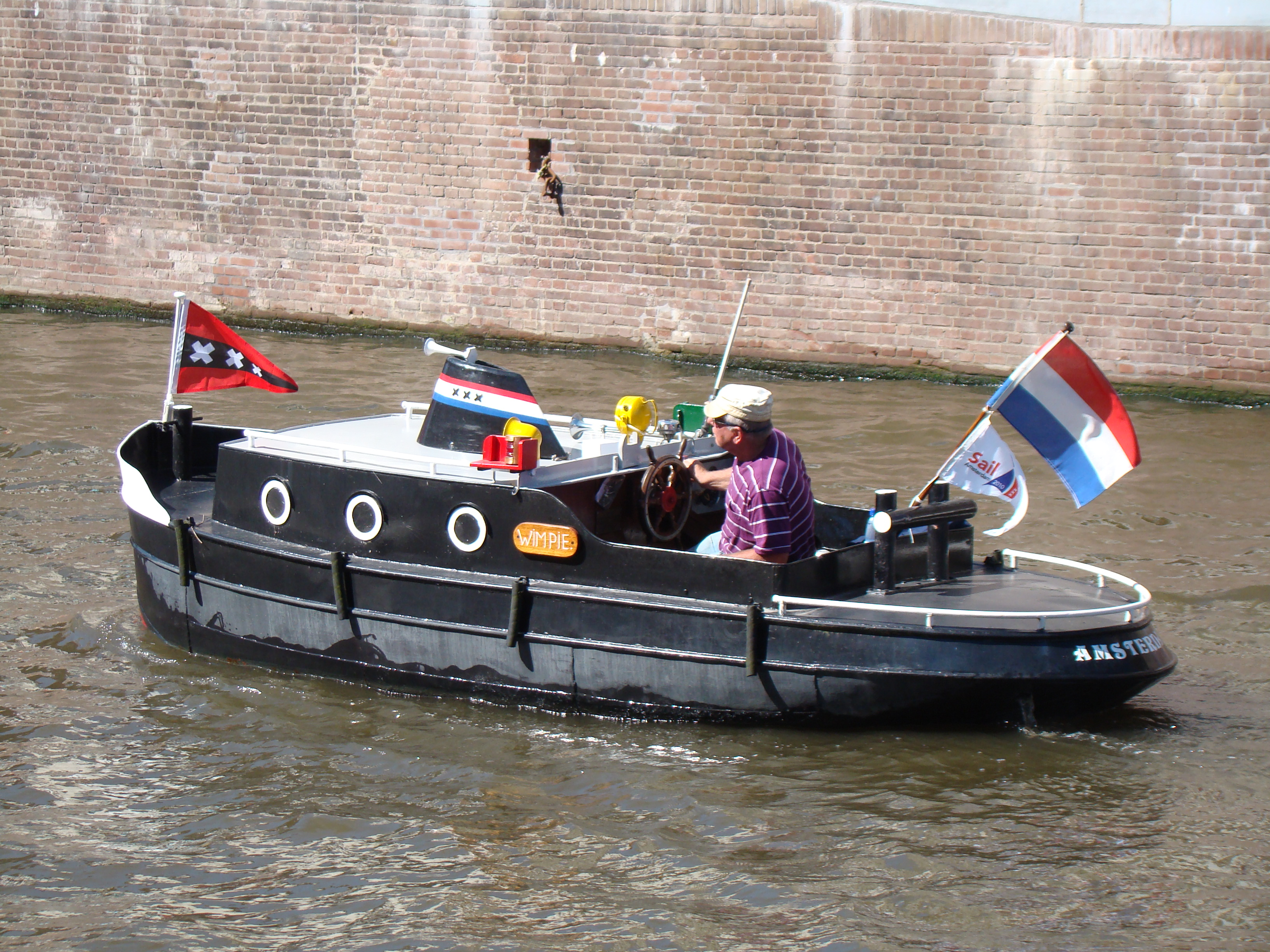
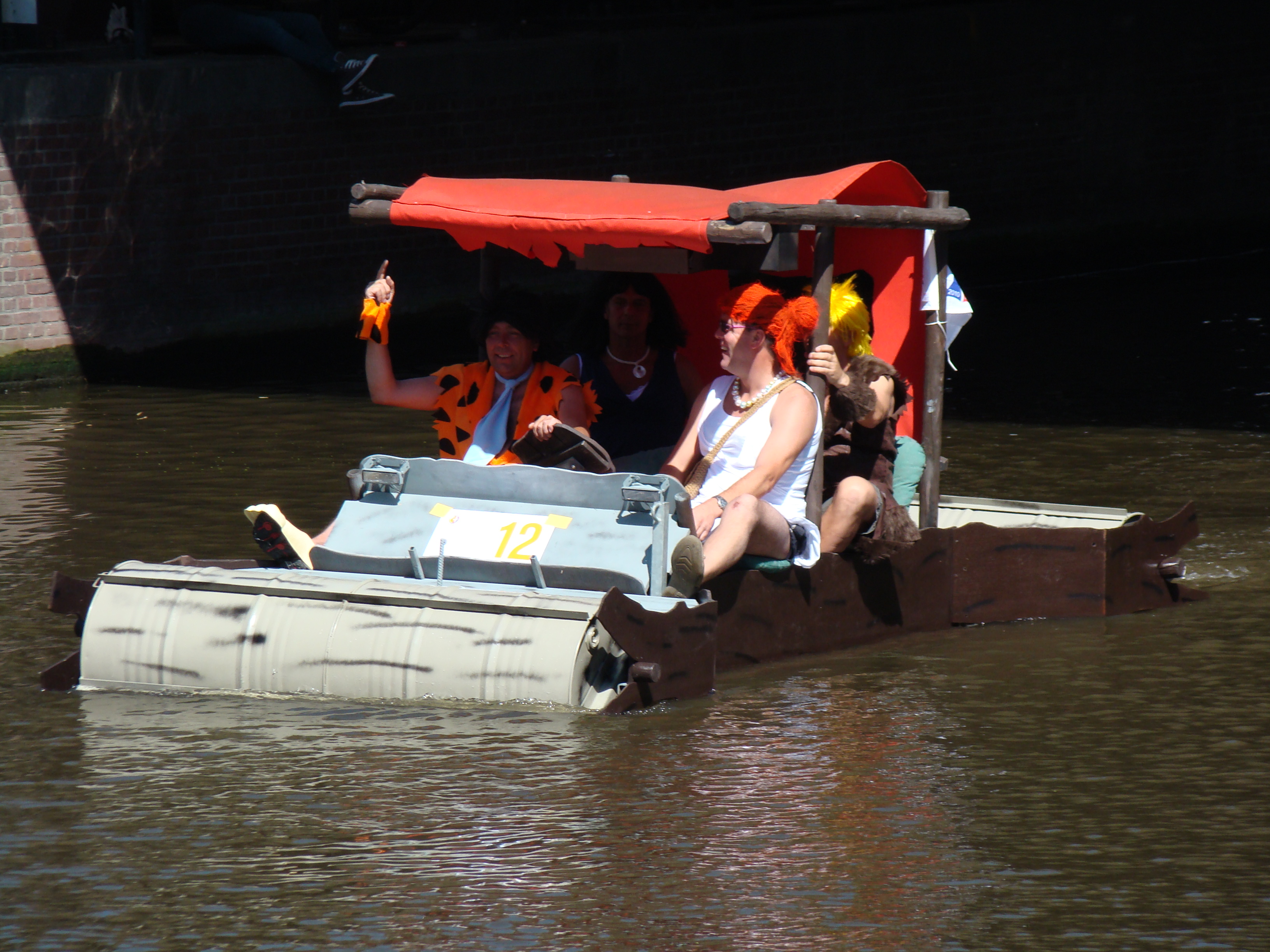
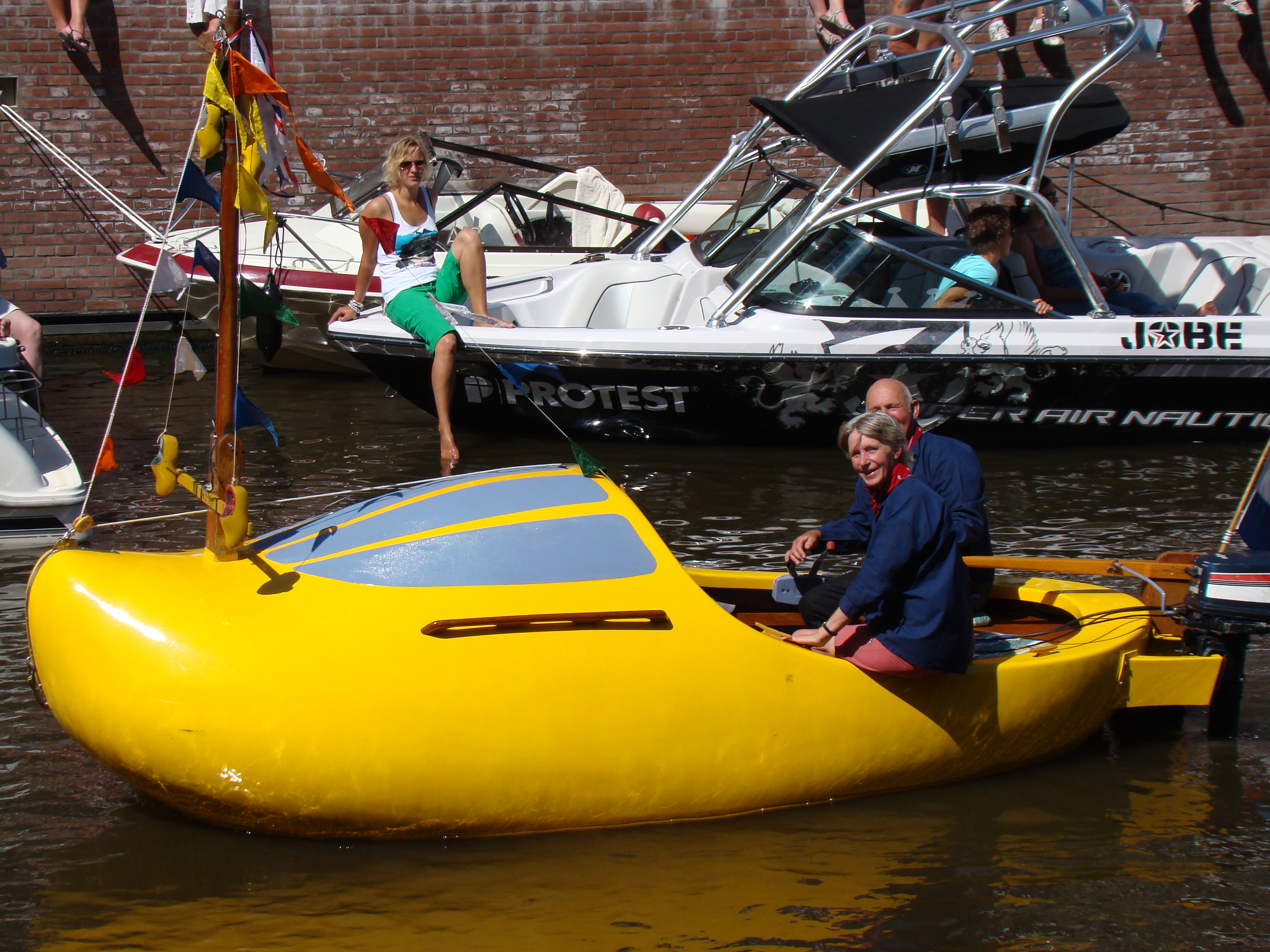
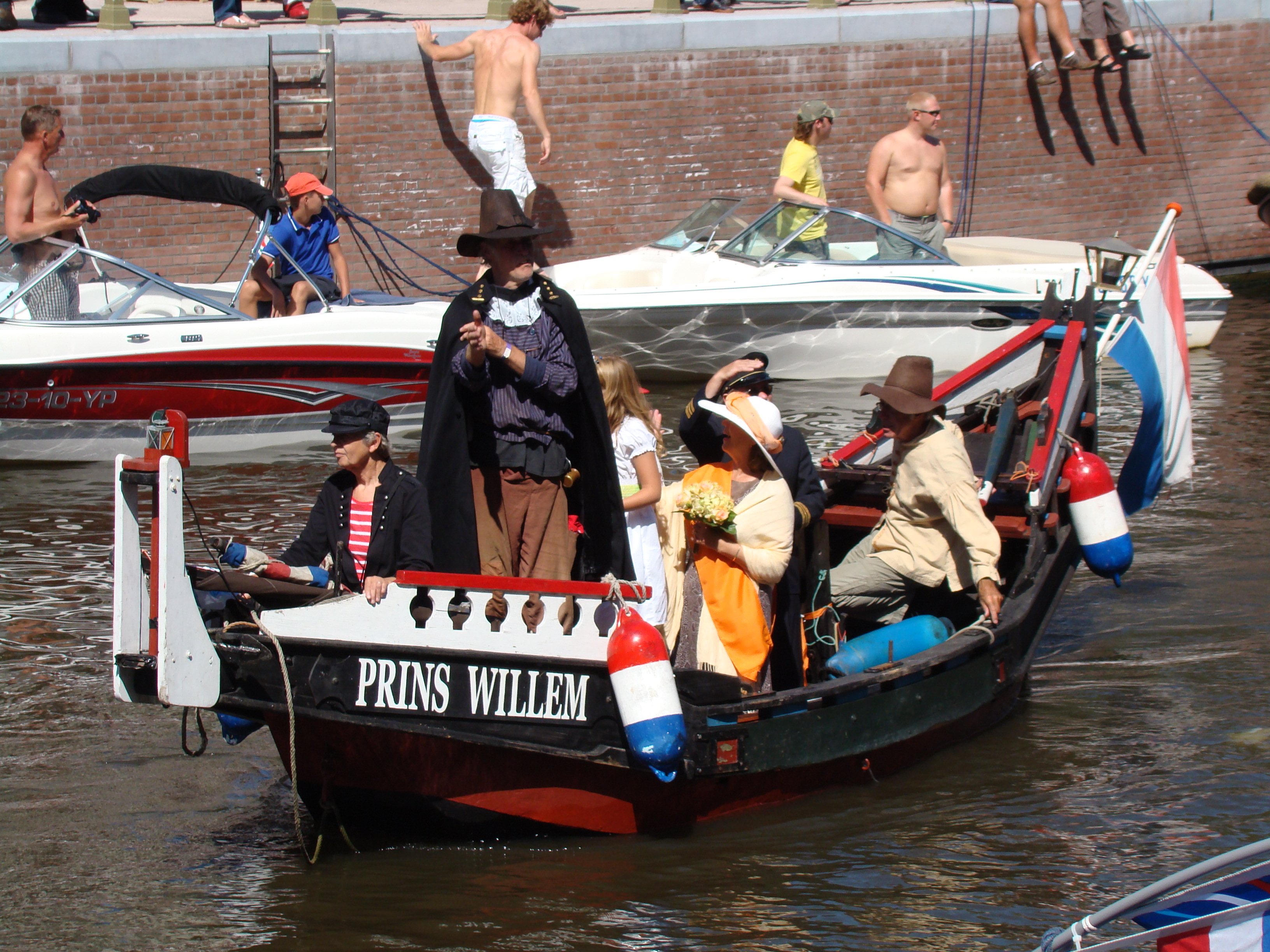